# Savilian Chair of Geometry
La Savilian Chair of Geometry è una cattedra assegnata a professori di Matematica presso l'Università di Oxford, definiti Professori Saviliani.
La cattedra di matematica fu fondata nel 1619 da Henry Savile, fondatore anche della Savilian Chair of Astronomy (la cattedra di Astronomia) presso la stessa università. Lo stesso Sir Savile stabilì il programma didattico che i singoli professori sono ancora oggi tenuti a seguire e l'obbligo per ogni professore di depositare gli appunti del proprio corso presso la Biblioteca dell'Università.
Il programma è costituito dallo studio degli Elementi euclidei, dalle sezioni coniche di Apollonio di Perga e dall'opera omnia di Archimede di Siracusa. Inoltre, i professori sono tenuti a spiegare le applicazioni pratiche della matematica e a insegnare l'aritmetica, la meccanica e la teoria della musica.

## Lista deiProfessori Savilianidal 1619
| Permanenza     | Docente                   |
| -------------- | ------------------------- |
| 1619 - 1631    | Henry Briggs              |
| 1631 - 1649    | Peter Turner              |
| 1649 - 1691    | John Wallis               |
| 1691 - 1704    | David Gregory             |
| 1704 - 1742    | Edmond Halley             |
| 1742 - 1765    | Nathaniel Bliss           |
| 1765 - 1766    | Joseph Betts              |
| 1766 - 1797    | John Smith                |
| 1797 - 1810    | Abraham Robertson         |
| 1810 - 1827    | Stephen Peter Rigaud      |
| 1827 - 1861    | Baden Powell              |
| 1861 - 1883    | Henry John Stephen Smith  |
| 1883 - 1897    | James Joseph Sylvester    |
| 1897 - 1920    | William Esson             |
| 1920 - 1932    | Godfrey Harold Hardy      |
| 1932 - 1963    | Edward Charles Titchmarsh |
| 1963 - 1969    | Michael Francis Atiyah    |
| 1969 - 1995    | Ioan MacKenzie James      |
| 1995 - 1997    | Richard Lawrence Taylor   |
| 1997 - 2016    | Nigel James Hitchin       |
| 2017 - ad oggi | Frances Kirwan            |